# Montana, Bulgarien
Montana är en stad i kommunen Obsjtina Montana i nordvästra Bulgarien med 54 932 invånare (2005). Den är administrativt centrum för Montanaregionen. Den ligger 50 kilometer söder om Donau, 40 kilometer nordväst om Vratsa och 30 kilometer öster om gränsen till Serbien.

## Historia och namn
Kring år 160 efter Kristus fick orten stadsrättigheter, och hette då Municipio Montanensium. Mellan åren 440 och 490 drabbades staden av räder genomförda av Hunnerna, ledda av Attila, och goter. Slaver och avarer förstörde det sista av den grekisk-romerska kulturinfluensen i området, och slaverna bosatte sig i området och kallade orten Kutlovitsa. 
Ortnamnet ändrades till Ferdinand 1890, efter Ferdinand av Bulgarien. 1945 ändrade kommunisterna namnet till Christo Michajlov efter den "röde" partiaktivisten Christo Popmichajlov, som var född där och dog 1944. Ett år senare ändrades namnet till Michajlovgrad. 1993 ändrades namnet till Montana, inspirerat av ortens namn under Antiken.

## Sport
Fotbollsspelaren Stilijan Petrov föddes här.

### Fotnoter
1. 1 2  Montana at GeoNames.Org (cc-by); post uppdaterad 2015-03-26; databasdump nerladdad 2015-11-20
2. ↑  Berndt Rosqvist (6 juni 2004). ”Petrov ska stoppa Sveriges mittfält”. Dagens nyheter. http://www.dn.se/sport/fotboll/petrov-ska-stoppa-sveriges-mittfalt/. Läst 14 februari 2016.